# Wasnes-au-Bac
Wasnes-au-Bac – miejscowość i gmina we Francji, w regionie Hauts-de-France, w departamencie Nord.
Według danych na rok 1990 gminę zamieszkiwały 483 osoby, a gęstość zaludnienia wynosiła 93 osób/km² (wśród 1549 gmin regionu Nord-Pas-de-Calais Wasnes-au-Bac plasuje się na 794. miejscu pod względem liczby ludności, natomiast pod względem powierzchni na miejscu 662.).